# Campanella (Altissimo)
Campanella (Canpaneła in veneto) è una frazione del comune di Altissimo, in provincia di Vicenza.
È situata nell'alta Valle del Chiampo, a nord del comune di Nogarole Vicentino, ad est del comune di Valdagno e a sud di Altissimo.

## Monumenti e luoghi d'interesse
- Chiesa Parrocchiale di San Macario: La sua costruzione risale al 1657, e nel 1950 circa, la chiesa venne ampliata. La chiesa domina un magnifico paesaggio sulla valle del Chiampo.
- Grotta di Lourdes: Scendendo verso Altissimo, si può trovare una grotta, in una parete di roccia, che prende spunto da quella di Lourdes. È una tra le più piccole del Vicentino.